# 米德韋 (亞利桑那州馬里科帕縣)
米德韋（英語：Midway）是位於美國亞利桑那州馬里科帕縣的一個非建制地區。該地的面積和人口皆未知。

## 地理
米德韋的座標為32°38′01″N 112°51′19″W / 32.63361°N 112.85528°W，而該地的平均海拔高度為352米（即1155英尺）。